# Duke Nukem (videojuego)
Duke Nukem es un videojuego de plataformas desarrollado y publicado por Apogee Software (posteriormente 3D Realms), presentando las aventuras de Duke Nukem. El juego fue lanzado el 1 de julio de 1991.

## Trama
El juego se ambienta en el año 1997 (lo que sería el "futuro cercano" para el tiempo en que se lanzó el juego). El Dr. Proton es un científico loco, decidido a conquistar el mundo con su ejército de Techbots. Duke Nukem, el héroe, es contratado por la CIA para detenerlo. El primer episodio tiene lugar en las ruinas de la ciudad de Los Ángeles. En el segundo episodio, Duke sigue al Dr. Proton hacia su base secreta en la Luna. En el tercer episodio, el Dr. Proton escapa hacia el futuro, y Duke lo persigue a través del tiempo, para poner término definitivo a sus locuras...

## El juego
El objetivo principal del juego es encontrar la salida de cada nivel, destruyendo enemigos y recolectando puntos. El juego fue destacado en su época porque el diseño inteligente de sus niveles permitía avanzaron rápidamente.[cita requerida] Adicionalmente, ello permite disparar a muchos objetos que aparecen en la pantalla: obstáculos y enemigos pueden ser destruidos con disparos. Además de los puntos, algunos items recolectables incluyen mejoras para las armas y la salud del personaje, así como algunos items de inventario para habilidades especiales.
Al final de cada nivel (con la excepción del último episodio), el jugador puede recibir siete bonos de 10 mil puntos, obtenidos por ciertos logros en el nivel, como destruir todas la cámaras de seguridad. Al menos otros dos títulos de Apogee, la secuela del juego, Duke Nukem II, y Rise of the Triad, tienen bonos de fin de nivel similares.

## Implementación técnica
El control del juego padece de que todos los objetos sólo se mueven en "bloques" de 8x8 en lugar de píxeles individuales como la mayoría de otros juegos del mismo estilo.[cita requerida] Sin embargo, para su época, su implementación fue considerada de punta para el PC,[cita requerida] especialmente en términos de su movimiento de fondos en paralelo. Este problema también aparece en Cosmo's Cosmic Adventure y en Duke Nukem II.[cita requerida]
La gráfica tomó prestados varios elementos de otros títulos, como Turrican  y la versión para PC de Mega Man.

## La controversia del nombre
Después del lanzamiento del juego, Apogee fue advertida de que un villano de la serie animada Capitán Planeta se llamaba Duke Nukem, y para evitar una demanda renombró al personaje Duke Nukum en la versión 2.0. Posteriormente, se percataron que el nombre no era una marca registrada, así que Apogee lo registró y usó el nombre original en el resto de las secuelas.

## Secuelas
Duke Nukem fue seguido por Duke Nukem II en 1993, presentando al mismo héroe sin sombras oscuras, y posteriormente Duke Nukem 3D en 1996. Duke Nukem 3D fue un éxito sin precedentes, y un fuerte competidor para Quake. Una tercera secuela anunciada en 1997, Duke Nukem Forever, había sido cancelada por 3D Realms debido a una falta de fondos, sin embargo el 3 de septiembre de 2010 se dio a conocer que Gearbox Software se encargaría del desarrollo y que éste sería publicado en 2011. Varias otras secuelas han sido desarrolladas exclusivamente para videoconsolas, como los títulos para PlayStation Duke Nukem: Time to Kill y Duke Nukem: Land of the Babes.
En 2002, un nuevo título especial fue lanzado para conmemorar el décimo aniversario del primer Duke Nukem. El título escogido fue Duke Nukem: Manhattan Project, hecho con el motor 3D y elementos tomados de Duke Nukem 3D, pero con el estilo de los dos primeros títulos.

## Recepción
Scott Miller estima que el juego finalmente vendió entre 60,000 o 70,000 copias.